# 17 octobre 2002
Le jeudi 17 octobre 2002 est le 290e jour de l'année 2002.

## Décès
- Aileen Riggin (née le 2 mai 1906), nageuse américaine, plongeuse
- Derek Bell (né le 21 octobre 1935), harpiste et compositeur irlandais
- Fred Scolari (né le 1er mars 1922), joueur de basket-ball américain
- Henri Renaud (né le 20 avril 1925), musicien français
- Praiwan Lookphet (né le 14 décembre 1941), chanteur thaïlandais

## Événements
- Accord de cessez-le-feu entre le gouvernement ivoirien et les rebelles. Le 28, ouverture de pourparlers à Lomé au Togo.
- Le gouvernement américain accepte de renoncer à un recours automatique et de laisser au Conseil de sécurité des Nations unies le soin de « considérer la situation », mais pas celui de « décider » d’une réponse appropriée.
- Un bombardement israélien tue 6 Palestiniens à Rafah dans la bande de Gaza.
- Deux attentats à Zamboanga aux Philippines, où est installé un centre de commandement des forces américaines dans le sud de l’archipel. Le 18 et 20, nouveaux attentats à Manille et à Zamboanga : 4 morts et 40 blessés.
- Sortie en salles des films :
  - Baader (Allemagne)
  - Chiens des neiges (États-Unis)
  - K-PAX : L'Homme qui vient de loin (Allemagne, États-Unis)
  - Le Transporteur (France)
- Sortie du roman Les Assassins de Rome de Caroline Lawrence,
- du film Ma femme est une actrice (France),
- de la chanson Through the Rain de  Mariah Carey,
- du film américain xXx